# Zalužany
Zalužany är en ort i Tjeckien.   Den ligger i regionen Mellersta Böhmen, i den centrala delen av landet, 70 km söder om huvudstaden Prag. Zalužany ligger 470 meter över havet och antalet invånare är 330.
Terrängen runt Zalužany är huvudsakligen platt, men åt nordost är den kuperad.Runt Zalužany är det glesbefolkat, med 8 invånare per kvadratkilometer. Närmaste större samhälle är Příbram, 17,3 km norr om Zalužany. Trakten runt Zalužany består till största delen av jordbruksmark.